# Новгород-Северская стоянка
Новгород-Северская стоянка — поселение конца позднего палеолита (38—10 тыс. до н. э.) на правом берегу реки Десны, на территории современного города Новгорода-Северского, под усадьбой 8-летней школы.
Стоянка была открыта в 1933 году. Исследовалась в 1935—1938 и 1954 годах под руководством И. Г. Пидопличко.
Остатки Новгород-Северской стоянки залегали под навесами и в гротах больших песчаных глыб (скал), которые были жилищами и хранилищами жителей Новгород-Северской стоянки.
Были найдены кремнёвые резцы, скребки, наконечники.
Уникальными кремнёвыми изделиями являются три крупных орудия — гигантолиты.
Научный интерес представляет также ребро мамонта, оно было орнаментировано многочисленными линейными насечками.
Так же было найдено несколько фрагментов черепа позднепалеолитического человека и многочисленные кости животных.
Находки хранятся в Национальном научно-природоведческом музее НАН Украины в Киеве.